# Método Dunstan de lenguaje natal
El Método Dunstan de lenguaje natal (Dunstan Baby Language en inglés) es un estudio o método acerca del lenguaje adquisitivo de los bebés o recién nacidos, la primera fase de la adquisición del lenguaje entre los humanos. 
Este estudio del lenguaje de los bebés según su exponente es posiblemente de uso universal entre los recién nacidos, o sea que no importa la región geográfica, o el color de piel, o lenguaje con el cual el bebé convive, pues este medio de comunicación innato es comprensible por sus padres. Son las palabras o sonidos que usan los infantes al comienzo del aprendizaje de su lengua materna.[cita requerida]
El método para que otras personas puedan comprender el lenguaje infantil fue creado por una mezzosoprano australiana, llamada Priscilla Dunstan.
Este estudio del lenguaje infantil fue continuado por la Brown University Infant Research Center.

## Teoría y metodología
Según este estudio conducido por diferentes científicos,[¿quién?] los recién nacidos de 0 a 3 meses hacen «reflejos de sonido».
Esos reflejos de sonidos se producen antes del llanto, como una forma de aviso que el bebé instintivamente hace, para llamar la atención de la madre, respecto a una necesidad básica de su cuerpo, por ejemplo; este sonido preventivo antes del lloro a cántaros, o gritos del bebé,
aunque se escuchan iguales son diferentes. Estos semi-lloriqueo o sonidos hechos por el bebé, son para indicar a la madre que necesita comida, comfort, o que tiene sueño (entre otros), y si estos reflejos o requerimientos del bebé a los padres, especialmente a la madre, no son satisfechos, entonces el bebé recurre al llanto histérico incontrolable, el que muchas madres conocen. Según va pasando el tiempo, y la criatura crece, al pasar los 3 meses, según explican los que han estudiado este método, el bebé aprende la vocalización de sus propias palabras. Estos mismos reflejos de sonido, se vuelven aún más elaborados, produciéndose así una segunda lengua, que aún estos mismos bebés entienden. Este lenguaje universal es hablado en los primeros meses de vida por todos los recién nacidos del mundo, o sea, en otras palabras, un lenguaje secreto aún desconocido para la mayoría de humanos. En teoría, este método de aprendizaje para los padres, en especial para la madre, sobre el lenguaje nato de todo bebé, debería ahorrar noches de desvelos, de motivación para las madres y muchos menos llantos de bebé, si no ninguno. Los estudios aún continúan para los siguientes meses de desarrollo, hasta que el individuo va adquiendo su lenguaje materno.[cita requerida]

### El estudio de la Brown University
Aunque el estudio se inició en 1998 en Australia, los mejores avances se hicieron en cooperación con la Brown University, después de que estudiaran cientos de bebés de diferentes orígenes étnicos, y de diferentes lenguas maternas.
Aunque el estudio de este lenguaje universal, llevado a cabo por la Universidad Brown y el Leading Edge Research Center de Australia, realmente nunca se concretó (ver sección de críticas), en 2006 llegaron a las siguientes conclusiones:
- El 100% de las madres primerizas encontró este método muy valioso.
- El 90 % de la madres recomendarían este estudio de lenguaje infantil a otros padres de recién nacidos.
- El 70 % encontró que sus infantes, aprenden mejor el lenguaje de sus padres, después de haber usado el sistema.
- El 70% de la madres se siente más segura en el ejercicio materno y más confiadas como madres, así como con más control sobre la crianza natal, además de estar más relajadas y tener menos estrés.
- El 50% informó que dormían mejor y se levantaban por los llantos mientras dormían.
- Dos de cada tres padres informó de que tenían menos tensión o estrés con respecto a la crianza de su recién nacido, una cooperación más del padre-varón en el cuidado del bebé, y relaciones maritales más positivas.
- El 50% de las madres informó también que los lazos de madre-hijo eran más fuertes, así como que la alimentación del bebé era mejor.

[cita requerida]

### Conclusiones del estudio
- Eficacia en detectar las necesidades básicas del bebé.
- Los bebés lloraban menos, y dormían mejor, aparte de no despertar a ratos.
- Una mejor autoestima en los padres, confianza, y creer en sus capacidades como padres en el cuidado del bebé.
- Un bebé contento y feliz, mejor descanso en las noches.
- Más confianza en los padres primerizos, y más control en la situación.

[cita requerida]

## Las palabras (reflejos en forma de sonido)
De acuerdo con este estudio, las cinco palabras universales o reflejos en forma de sonido que todo infante usa, independientemente de su etnia, lengua materna o lugar de nacimiento, son:

### Neh o né
Significaría ‘tengo hambre’.[cita requerida]
Se pronuncia [né] o [nej] (donde la jota es casi imperceptible).
El infante usa el reflejo en forma de sonido [né] para expresar que tiene hambre o la necesidad instintiva de leche materna.

### Ou o au
Significaría ‘tengo sueño’.[cita requerida]
Se pronuncia [ou] o [au], siendo el tono de la «u» un poco grave.
La criatura usa este reflejo en forma de sonido [ou] para decirle a la madre que está cansado y que ya quiere dormirse. Este sonido es el predecesor del bostezo.

### Je
Significaría ‘siento una incomodidad’.[cita requerida]
Se pronuncia [je] o [jej].
El infante utiliza este reflejo en forma de sonido "Heh" para comunicar su estrés, incomodidad, o la necesidad de que le cambien el pañal.
Este sonido es producido como respuesta cuando el bebé siente que su piel es raspada, cuando se siente inconforme.

### Ieirj o eairh
Significaría ‘tengo un gas interno’.[cita requerida]
Se pronuncia [ieirj] donde se enfatiza la última i, y la jota.
El bebé usa el reflejo en forma de sonido [ieirj] para expresar que quiere sacar el gas interno o que su estómago está empachado.

### Ej o ehj
Significaría ‘necesito eructar’.[cita requerida]
Se pronuncia [ej], donde la jota suena suave.
El infante usa este sonido "Eh" para comunicar que quiere eructar.
El sonido se produce cuando una gran burbuja de aire se queda en el esófago o el estómago del bebé y trata de salir por la boca.

## Críticas
Expertos en lingüística llaman la atención de que la hipótesis de Dunstan no ha sido experimentada rigurosamente ni fue analizada académicamente. La
compañía Dunstan hizo planes para un ensayo clínico con investigadores de la Universidad de Brown para probar su teoría pero lo abandonó, haciendo en su lugar un estudio de mercado y observaciones en grupos pequeños para "acelerar el desarrollo de un sistema que pueda ser usado por los padres". En el proceso saltearon pruebas rigurosas para poner el producto directamente en el mercado.

## El DVD
En noviembre de 2006 salió a la venta un DVD sobre este estudio: The Dunstan Baby Language.
Este DVD cubre los métodos de aprendizaje y cómo reconocer la vocalización y los sonidos de las palabras del método Dunstan.

## Un poco de la vida de Priscilla Dunstan
La australiana Priscilla Dunstan creció con una habilidad que ella llama una memoria fotográfica para los sonidos. De acuerdo con Dunstan, sus padres decían que ella podía oír una sola vez una obra de Mozart, y de ahí tocarla nota por nota.
Al ser una adolescente, Dunstan viajó por Europa y Australia como violinista de concierto y después desarrolló su talento como mezzosoprano.
Dunstan cree que su vida en la ópera y su experiencia como madre la llevó a reconocer ciertos sonidos en la voz humana. Cuando su hijo, Tomas Dunstan, empezó a vocalizar, ella fue escribiendo en un diario los sonidos que le eran familiares. Después de varios años de observaciones individuales trajo todo lo que sabía a la Brown University en Providence (EE. UU.) y creó así el Dunstan Baby Language.

## El lenguaje de bebé en la ficción
En una famosa comedia de ciencia ficción, Baby geniuses (bebés genios), un bebé llamado Whit se comunica mentalmente con su gemelo llamado Sly.
No se conocen pues fueron separados al nacer por la malvada Dra. Elena Kinder (interpretada por Kathleen Turner) y por el Dr. Heap (interpretado por Christopher Lloyd), que trabajan para una compañía de productos de bebés llamada BabyCO, la empresa estadounidense manufacturera de productos de bebe más grande del mundo.
Tratan de descifrar el lenguaje secreto de los bebés, que —de acuerdo con la película— es el lenguaje de Dios, una combinación de idiomas semíticos muertos, como el babilonio y acadio o acádico.
Si el humano descifrara este lenguaje, conocería todos los secretos del universo.
Todos los bebés nacen hablando ese idioma, pero a los dos años de edad, al entrar a la etapa del razonamiento (que los bebés llaman «cruzar la línea»), desaparece este conocimiento universal de las cosas, para así conocer nuestro mundo y lenguaje.
Solo Dan (el sobrino de la Dra. Kinder, interpretado por el actor Peter MacNicol) que tiene al bebé Whit a su cuidado, entiende el sofisticado lenguaje, pero su malvada tía se da cuenta.
Sly escapa del laboratorio y libera a los demás súper bebés, creando unas sofisticadas armas de juguete.